# Antoing
Antoing ist eine Gemeinde in der belgischen Provinz Hennegau in Wallonien an der Grenze zu Frankreich.

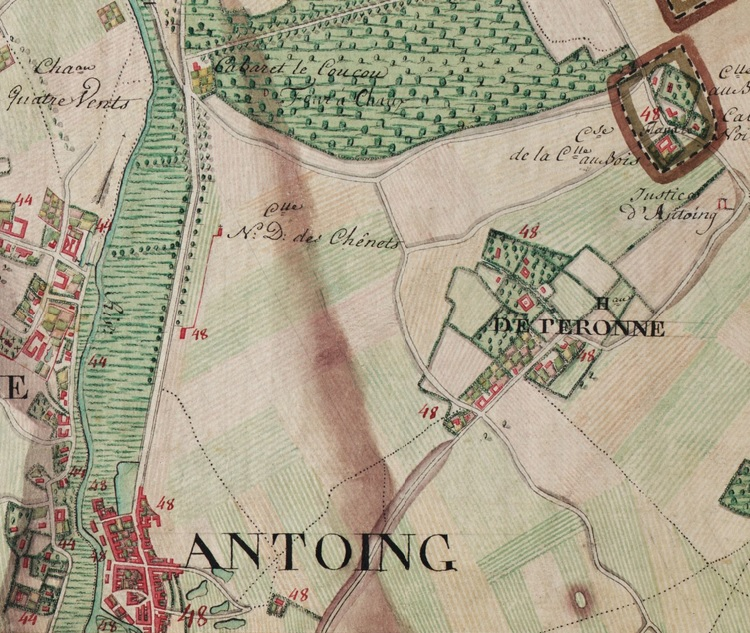
Kartenausschnitt

## Geografie
Die Gemeinde liegt an der Schelde, etwa acht Kilometer südöstlich von Tournai und an der Eisenbahnstrecke Lille – Lüttich.
Sie umfasst die Orte Antoing (I.), Fontenoy (II.), Maubray (III.), Péronnes-les-Antoing (IV.), Bruyelle (V.) und Calonne (VI.).
| Die angrenzenden Ortschaften sind - a. Laplaigne (Gemeinde Brunehaut) - b. Hollain (Brunehaut) - c. Saint-Maur (Gemeinde Tournai) - d. Chercq (Tournai) - e. Vaulx (Tournai) - f. Gaurain-Ramecroix (Tournai) - g. Vezon (Tournai) - h. Wasmes-Audemez-Briffœil (Gemeinde Péruwelz) - i. Callenelle (Péruwelz) - j. Flines-lès-Mortagne in Frankreich (Département Nord) | Plan der Orte in und um Antoing |

## Geschichte
Beim Ort liegt der Tumulus du Trou de Billemont.
Der Bearbeiter der Regesta Imperii glaubte, dass das 870 im Vertrag von Meerssen genannte „Antonium“ mit Antoing gleichzusetzen ist. Damals kam der Ort zum neuen Reich Karls des Kahlen. Auch die nahegelegenen Klosterorte Soignies und Condé kamen mit Antoing zum Westfrankenreich. Daher kann die Zuordnung richtig sein, auch wenn es in Antoing nie ein Kloster gab.
Während des Österreichischen Erbfolgekrieges war der Ortsteil Fontenoy Schauplatz der Schlacht bei Fontenoy am 11. Mai 1745.

## Sehenswürdigkeiten
- Das Schloss von Antoing, das seit Mitte des 17. Jahrhunderts den Fürsten von Ligne gehört, wurde erstmals im 12. Jahrhundert erwähnt, im Wesentlichen aber vom 13. bis 15. Jahrhundert ausgebaut. Die heutige neogotische Gestalt erhielt es im 19. Jahrhundert durch den Architekten Eugène Viollet-le-Duc. Nach 1901 war darin die Jesuitenschule von Lille im Exil untergebracht, die auch Charles de Gaulle von 1904 bis 1908 besuchte.
- Das Rathaus wurde 1565 als Tuchhalle errichtet.

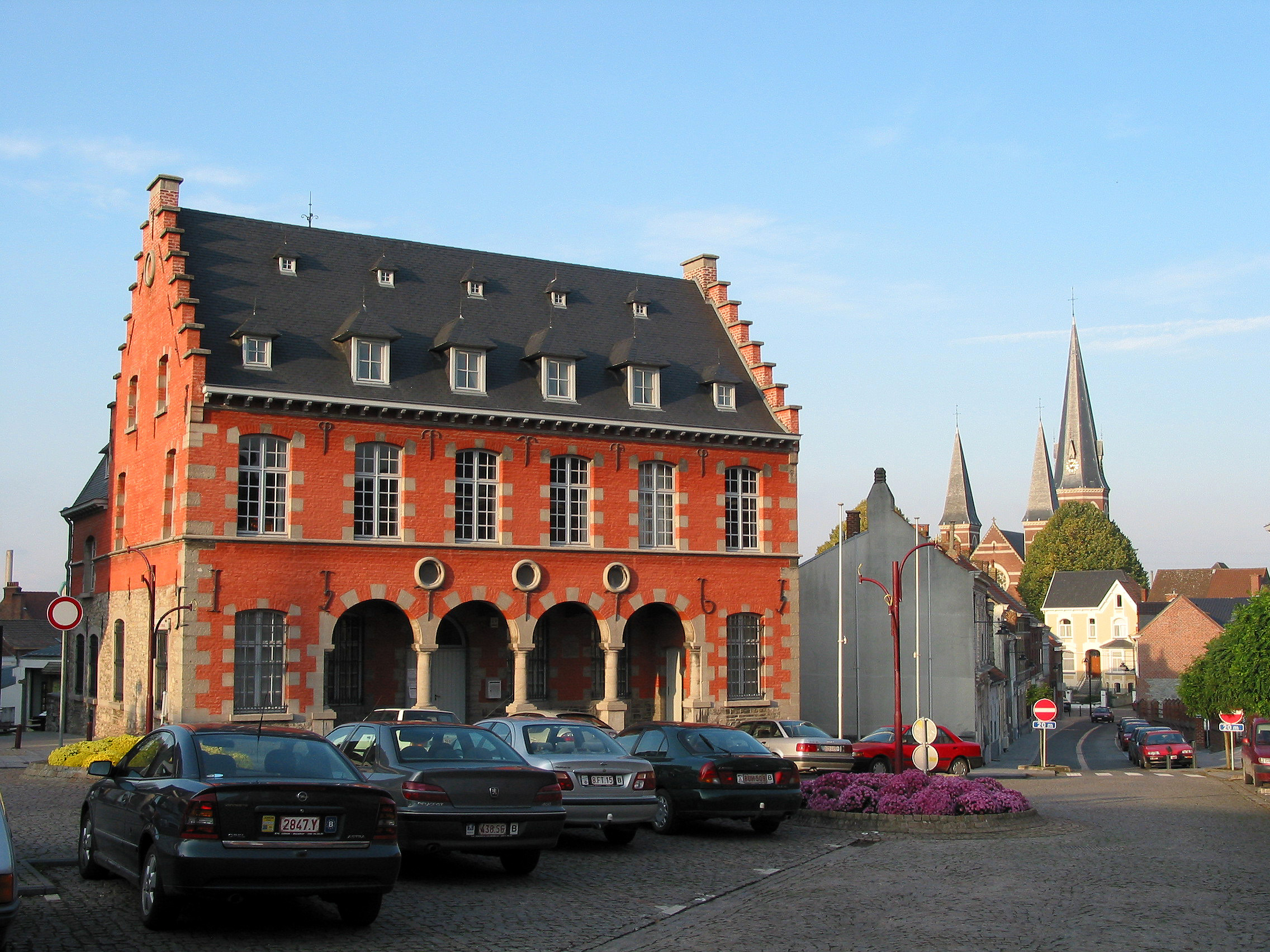
Rathaus Antoing (1565)
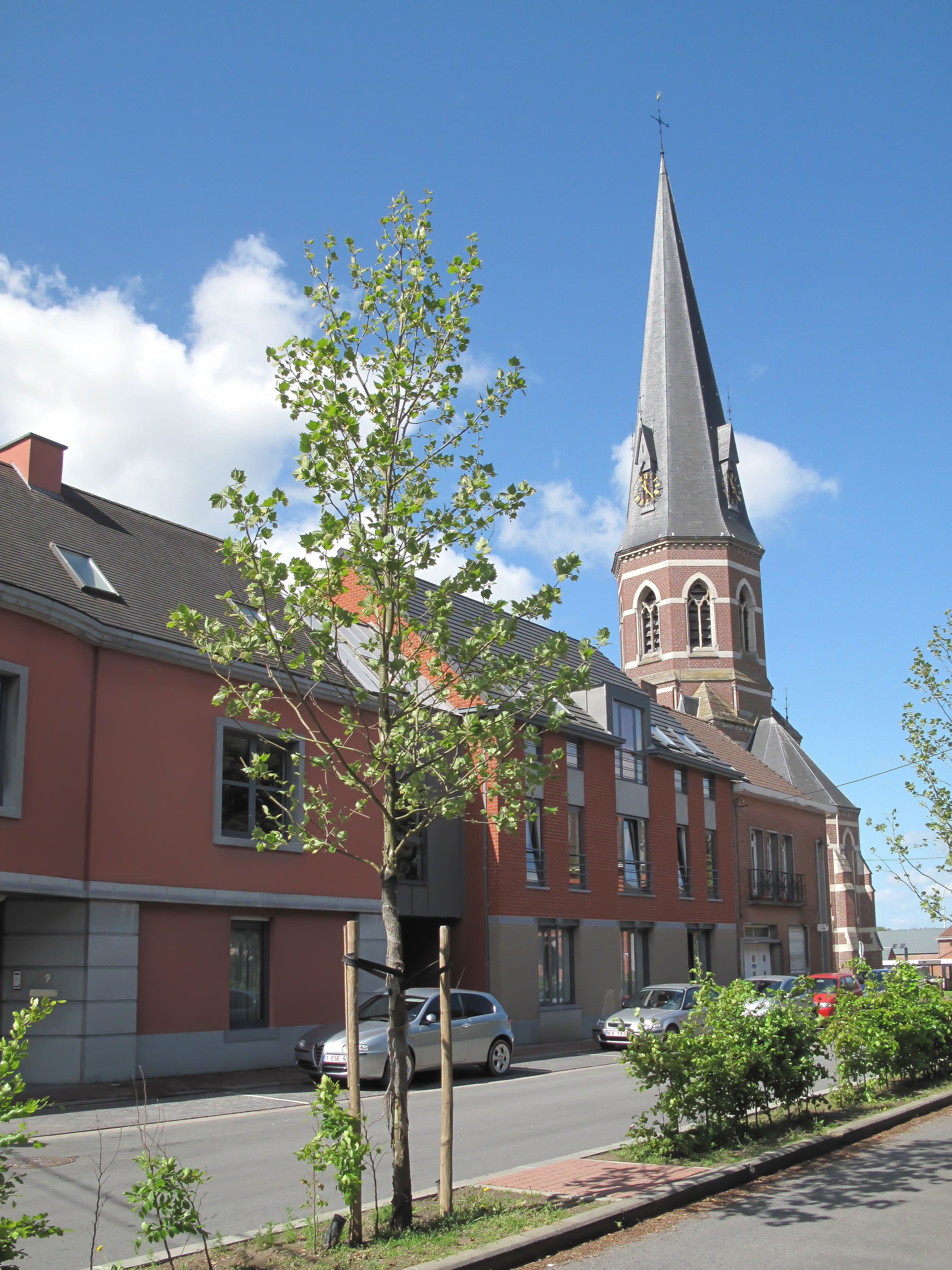
Kirchturm (l’église Saint-Pierre)
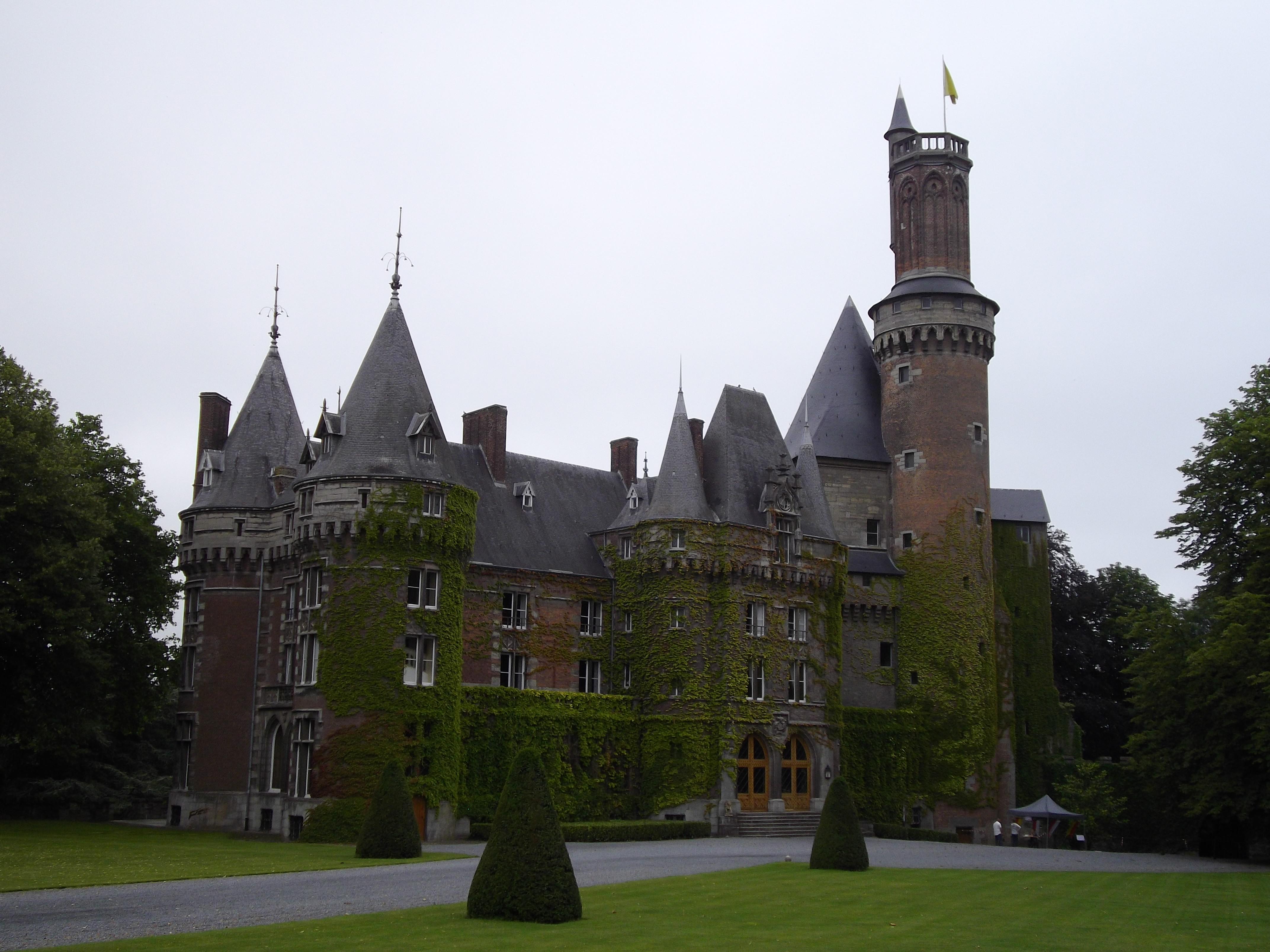
Château d’Antoing
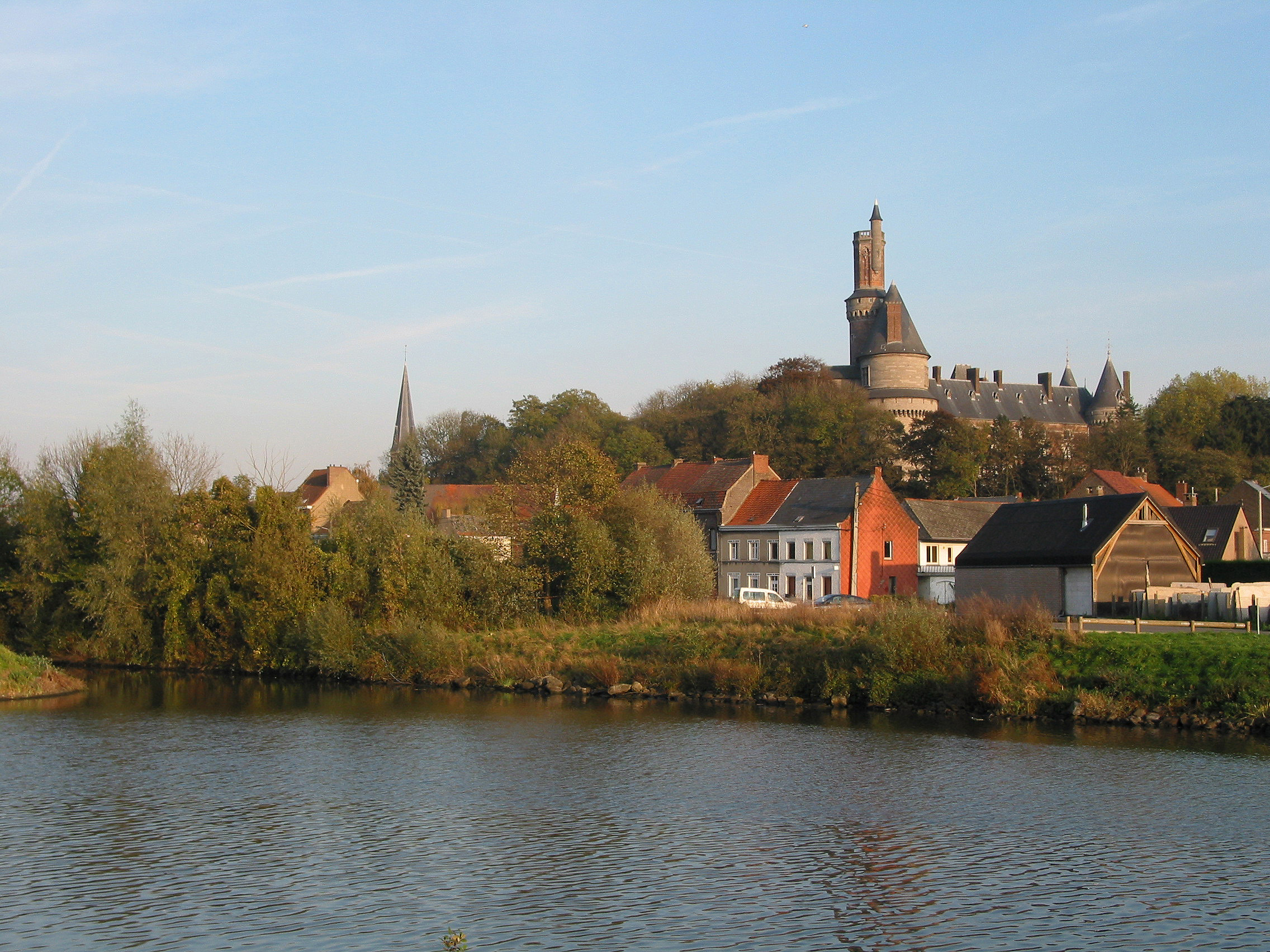
Schloss der Fürsten von Ligne (13.–15. Jahrhundert)

## Partnerschaft
Antoing unterhält partnerschaftliche Beziehungen zur Gemeinde Zell (Mosel) in Rheinland-Pfalz.

## Söhne und Töchter
- Ailbertus von Antoing (1060/65–1122), Priester
- Raoul Cauvin (1938–2021), belgischer Comicautor